# Liste der amtierenden deutschen Landeskulturminister
Landeskulturminister leiten in den deutschen Ländern das jeweils für Kulturpolitik zuständige Landesministerium.
Im Rahmen des kooperativen Föderalismus arbeiten die Kulturminister der Länder in der Kultusministerkonferenz (kurz KMK) zusammen. Seit dem 1. Januar 2019 bilden die für Kulturpolitik zuständigen Minister und Senatoren eine eigene Kulturminister-Konferenz (Kultur-MK) unter dem Dach der KMK.

## Amtierende Landeskulturminister der deutschen Länder
Von den amtierenden 16 Landeskulturministern sind neun Frauen und sieben Männer. Sieben Amtsinhaber gehören der SPD, sechs den Unionsparteien (CDU/CSU) und zwei den Grünen an. Eine Amtsinhaberin ist parteilos.
Die längste Amtszeit der gegenwärtigen Landeskulturminister hat Rainer Robra (CDU, seit Mai 2016 in Sachsen-Anhalt).
| Land                   | Ministerium/Behörde                                                                   | Name                        | Amtsantritt        | Regierung/-en 1                                           | Partei | Partei    | Bild |
| ---------------------- | ------------------------------------------------------------------------------------- | --------------------------- | ------------------ | --------------------------------------------------------- | ------ | --------- | ---- |
| Baden-Württemberg      | Ministerium für Wissenschaft, Forschung und Kunst                                     | Petra Olschowski            | 28. September 2022 | Kretschmann III                                           |        | Grüne     |      |
| Bayern                 | Staatsministerium für Wissenschaft und Kunst                                          | Markus Blume                | 23. Februar 2022   | Söder II Söder III                                        |        | CSU       |      |
| Berlin                 | Senatsverwaltung für Kultur und Gesellschaftlichen Zusammenhalt                       | Sarah Wedl-Wilson           | 22. Mai 2025       | Wegner                                                    |        | parteilos |      |
| Brandenburg            | Ministerium für Wissenschaft, Forschung und Kultur                                    | Manja Schüle                | 20. November 2019  | Woidke III Woidke IV                                      |        | SPD       |      |
| Bremen                 | Senator für Kultur                                                                    | Andreas Bovenschulte        | 15. August 2019    | Bovenschulte I Bovenschulte II                            |        | SPD       |      |
| Hamburg                | Behörde für Kultur und Medien                                                         | Carsten Brosda              | 1. Februar 2017    | Scholz II Tschentscher I Tschentscher II Tschentscher III |        | SPD       |      |
| Hessen                 | Ministerium für Wissenschaft und Forschung, Kunst und Kultur                          | Timon Gremmels              | 18. Januar 2024    | Rhein II                                                  |        | SPD       |      |
| Mecklenburg-Vorpommern | Ministerium für Wissenschaft, Kultur, Bundes- und Europaangelegenheiten               | Bettina Martin              | 22. Mai 2019       | Schwesig I Schwesig II                                    |        | SPD       |      |
| Niedersachsen          | Ministerium für Wissenschaft und Kultur                                               | Falko Mohrs                 | 8. November 2022   | Weil III Lies                                             |        | SPD       |      |
| Nordrhein-Westfalen    | Ministerium für Kultur und Wissenschaft                                               | Ina Brandes                 | 29. Juni 2022      | Wüst II                                                   |        | CDU       |      |
| Rheinland-Pfalz        | Ministerium für Familie, Frauen, Kultur und Integration                               | Katharina Binz              | 18. Mai 2021       | Dreyer III Schweitzer                                     |        | Grüne     |      |
| Saarland               | Ministerium für Bildung und Kultur                                                    | Christine Streichert-Clivot | 18. September 2019 | Hans Rehlinger                                            |        | SPD       |      |
| Sachsen                | Staatsministerium für Wissenschaft, Kultur und Tourismus                              | Barbara Klepsch             | 20. Dezember 2019  | Kretschmer II Kretschmer III                              |        | CDU       |      |
| Sachsen-Anhalt         | Staatskanzlei und Ministerium für Kultur                                              | Rainer Robra                | 24. Mai 2016       | Haseloff II Haseloff III                                  |        | CDU       |      |
| Schleswig-Holstein     | Ministerium für Allgemeine und Berufliche Bildung, Wissenschaft, Forschung und Kultur | Dorit Stenke                | 7. Mai 2025        | Günther II                                                |        | CDU       |      |
| Thüringen              | Minister für Bildung, Wissenschaft und Kultur                                         | Christian Tischner          | 13. Dezember 2024  | Voigt                                                     |        | CDU       |      |